# Zouzoui
Zouzoui (ou Zouzouï, Zouizoui, Zouzou) est une localité du Cameroun située dans le département du Mayo-Kani et la Région de l'Extrême-Nord, à proximité de la frontière avec le Tchad. Elle fait partie de la commune de Kaélé et du canton de Midjivin.

## Population
En 1970 la localité comptait 1 185 habitants, des Guiziga. À cette date elle disposait d'une école publique à cycle complet. Un marché hebdomadaire s'y tenait le lundi.
Lors du recensement de 2005, 1 931 personnes y ont été dénombrées.

## Infrastructures
Zouzoui dispose d'un établissement public d'enseignement technique de premier cycle (CETIC).